# 데너 런드

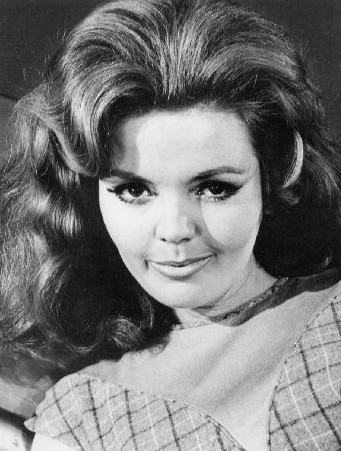

디애나 런드(Deanna Lund, 영어 발음: /diˈænə/, 1937년 5월 30일 ~ 2018년 6월 22일)는 미국의 배우이다.
오크파크에서 태어났다.

## 출연 작품
- 본드 (2015년)
- 백색 살인 (1991년)
- 부서진 환영 (1991, Red Wind)
- 공포의 앨프 (1990년)
- 러브 러브 대소동 (1990년)
- 스틱 (1985년)
- 하들리 워킹 (1980년)
- 스핀아웃 (1966년)
- 닥터 골드풋 앤 더 비키니 머신 (1965년)

### 텔레비전
- 배트맨 (1967)
- 원 라이프 투 리브 (1968)